# Válvula cardiaca

1. Endocardio
2. Miocardio
3. Epicardio
4. Pericardio
5. Cámaras cardíacas
6. Aurícula derecha
7. Aurícula izquierda
8. Ventrículo derecho
9. Ventrículo izquierdo
10. Válvulas cardiacas
11. Válvula mitral
12. Válvula aórtica
13. Válvula pulmonar
14. Válvula tricúspide
15. Arteria aorta
16. Arteria pulmonar
17. Venas pulmonares
18. Vena cava superior
19. Vena cava inferior.

Las válvulas del corazón o válvulas cardíacas se encuentran en los conductos de salida de las cuatro cavidades del corazón, donde cumplen la función de impedir que la sangre fluya en sentido contrario, lo cual se consigue al mantener aislado el flujo sanguíneo por un instante en alguna de las cuatro cavidades. Las cuatro cavidades del corazón se contraen según una secuencia determinada, primero las aurículas y después los ventrículos, para poder bombear la sangre en una dirección. Sin las válvulas, la sangre volvería a la cavidad después de la contracción, con lo cual el corazón no cumpliría su propósito de enviar sangre al resto del cuerpo.

## Composición de las válvulas cardíacas
Las válvulas están formadas por unas membranas finas que son resistentes a la presión. Están constituidas por tejido endotelial, que es el mismo que recubre el interior de los vasos sanguíneos y el corazón.

## Tipos de válvulas
Las válvulas cardiacas principales son cuatro y se clasifican en dos grupos:
Válvulas atrioventriculares

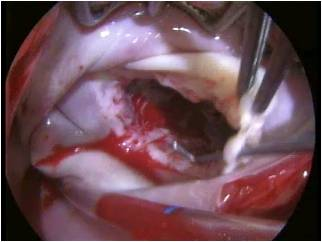
Vista quirúrgica de prolapso por ruptura de cuerda en velo anterior V. Mitral

1. Válvula mitral también llamada  válvula bicúspide. Impide que la sangre retorne del ventrículo izquierdo a la aurícula izquierda. Está formada por dos valvas, las cuales reciben cuerdas tendinosas de los músculos papilares anterior y posterior, situados en la pared interna del ventrículo izquierdo.[2]
2. Válvula tricúspide. Impide que la sangre retorne del ventrículo derecho a la aurícula derecha. Está formada por tres valvas, las cuales reciben cuerdas tendinosas ancladas a los músculos papilares situados en la pared del ventrículo derecho.[1] Del músculo papilar septal o interno sale de forma independiente el músculo papilar del cono arterial o de Lushka, que contribuye a delimitar el infundíbulo o cono arterial, conducto por el que circula la sangre desde ese ventrículo derecho hasta la arteria pulmonar.

Válvulas semilunares
1. Válvula sigmoidea aórtica: impide que la sangre retorne desde la  arteria aorta al ventrículo izquierdo. Está formada por tres valvas, dos anteriores y una posterior, con una morfología similar a la de un nido de golondrina. Esta válvula se ubica entre el ventrículo izquierdo y la arteria aorta.[3]
2. Válvula sigmoidea pulmonar: impide que la sangre retorne desde la arteria pulmonar al ventrículo derecho. Está formada por tres valvas, dos posteriores y una anterior, asemejándose también a un nido de golondrina. Esta se halla en la abertura situada en el ventrículo derecho por el cual sale el tronco pulmonar.[3] La válvula sigmoidea pulmonar tiene una presión de 8 mmHg.

## Patología
En determinadas ocasiones una o varias válvulas dejan de funcionar correctamente, en tal caso los médicos hablan de valvulopatía, es decir, enfermedad de las válvulas. Estas enfermedades pueden ser las siguientes:
- Valvulopatía congénita: el paciente ya tiene la deficiencia al nacer.
- Endocarditis: la válvula ha sufrido daños irreversibles por una inflamación en el interior del corazón.
- Estenosis valvular: la válvula se estrecha y no deja pasar un caudal suficiente.
- Insuficiencia valvular: la válvula se endurece y deja de ser flexible, por lo que no cierra bien.

Cuando estas deficiencias en el funcionamiento de una o varias válvulas adquieren cierta gravedad, el paciente sentirá un cansancio crónico, falta de aire y una capacidad limitada de andar, subir escaleras, hacer ejercicio y, en general, resistir el cansancio. La solución consiste generalmente en repararlas o implantar válvulas artificiales, para lo cual el paciente debe someterse a una operación a corazón abierto.
Para sustituir una válvula dañadas, se sustituye por una prótesis valvular cardíaca que puede ser biológicas o mecánica.
Las válvulas biológicas proceden de tejidos animales (válvulas aórticas de cerdo o válvulas fabricadas con pericardio de ternera). También hay válvulas procedentes de la aorta humana. 
Las válvulas mecánicas están hechas de metales, cerámicas y plásticos. Hay diferentes tipos de válvulas mecánicas. La ventaja de las válvulas mecánicas es que son muy duraderas debido a los materiales con que están construidas.